# Fandom (website)
Fandom (conhecida anteriormente por Wikia e também por Fandom powered by Wikia) é um site de Hospedagem de Wikis usando o MediaWiki criado em 2004 por Jimmy Wales e por Angela Beesley. O Fandom adotou o nome OpenServing para o seu serviço de hospedagem gratuita.

## Produtos
Além do serviço de hospedagem , a Fandom Inc é dona de alguns outros sites e serviços:

### Motores de busca

#### Wikiasari
Wikia Inc. inicialmente propôs criar um motor de busca copyleft; o software (mas não o site) foi nomeado "Wikiasari" em novembro de 2004. A proposta se tornou inativa em 2005.

#### Search Wikia
Em 23 de dezembro de 2006, Wales fez um comentário a respeito de pesquisa na internet baseada em wiki. O resultado foi uma cobertura extensiva da média em diversas línguas, entre elas The Guardian, Sydney Morning Herald, e as edições online da Forbes e Business Week, publicando e afirmando esse anúncio, forçando a companhia a relançar sua proposta anterior sob o nome de "Search Wikia."

### Revista digital sobre entretenimento
Em 2016, a Wikia lançou o FANDOM, uma revista digital sobre entretenimento. Em setembro de 2016, foi anunciado que toda a plataforma da Wikia seria renomeada como FANDOM.

## Mudança de branding
A Wikia Inc. anunciou a mudança de branding da marca da plataforma de wikis para Fandom.
Em 2019, a Wikia fechou todas as Uncyclopedias que estava hospedando. A Desciclopédia não é afetada (hospedada de forma independente no Canadá).

## Fandom, Inc.
A sede do Fandom é em São Francisco no estado da Califórnia. O Fandom possui uma equipe técnica nos Estados Unidos, porém o escritório que desenvolve funções técnicas está na Polônia.
Em outubro de 2022 a Fandom, Inc. adquiriu as empresas da Red Ventures, as quais, TV Guide, Metacritic, GameSpot, Cord Cutters News, Comic Vine e Giant Bomb. As empresas que pertenciam à CNET Media Group da ViacomCBS foram adquiridas em 2020 pela Red Ventures.